# Редино
Редино — деревня в Московской области России. Входит в городской округ Солнечногорск. Население — 2625 чел. (2010).

## География
Деревня Редино расположена на севере Московской области, в северной части округа, по правому берегу впадающей в Сенежское озеро реки Мазихи, примерно в 5 км к востоку от центра города Солнечногорска, с которым связана прямым автобусным сообщением. К деревне приписано 14 садоводческих товариществ. Ближайшие населённые пункты — деревни Гигирёво, Талаево и Хметьево.

## Население
| 1852 | 1859 | 1890 | 1899 | 1926 | 2002 | 2010  |
| ---- | ---- | ---- | ---- | ---- | ---- | ----- |
| 138  | ↗151 | ↘112 | ↘81  | ↗134 | ↘27  | ↗2625 |

## История
В 1761—1765 гг. на средства надворной советницы Евреиновой Марии Ивановны (25.03.1748 — 17.12.1808) в селе была построена небольшая кирпичная одноглавая церковь Иконы Божией Матери Тихвинская, к которой в начале 1810-х годов были пристроены трапезная со Скорбященским приделом и колокольня. В начале 30-х годов XX века закрыта, а около 1936—1937 гг. сломана.

Редино, сельцо 1-го стана, Ланге, Карла Ивановича, статского советника, (проживает постоянно), крестьян 72 души мужского пола, 66 женского, 20 дворов, 53 версты от столицы, 25 от уездного города, в 3 верстах от Санкт-Петербургского шоссе.— Нистрем К. Указатель селений и жителей уездов Московской губернии, 1852 г.
В «Списке населённых мест» 1862 года — владельческое село 1-го стана Клинского уезда Московской губернии по левую сторону Санкт-Петербурго-Московского шоссе от Клина к Москве, в 24 верстах от уездного города и 5 верстах от становой квартиры, при озере Сенежском, с 23 дворами, православной церковью и 151 жителем (79 мужчин, 72 женщины).
По данным на 1899 год — село Солнечногорской волости Клинского уезда с 81 душой населения и училищем, содержащимся на средства госпожи Морозовой.
В 1913 году — 15 дворов, училище.
По материалам Всесоюзной переписи населения 1926 года — село Гигирёвского сельсовета Солнечногорской волости Клинского уезда в 3,2 км от Ленинградского шоссе и 6,4 км от станции Подсолнечная Октябрьской железной дороги, проживало 134 жителя (65 мужчин, 69 женщин), насчитывалось 26 крестьянских хозяйств, имелась школа 1-й ступени.
С 1929 года — населённый пункт в составе Солнечногорского района Московского округа Московской области. Постановлением ЦИК и СНК от 23 июля 1930 года округа как административно-территориальные единицы были ликвидированы.
1929—1939 гг. — село Гришинского сельсовета Солнечногорского района.
1939—1957, 1960—1963, 1965—1994 гг. — деревня Солнечногорского сельсовета Солнечногорского района.
1957—1960 гг. — деревня Солнечногорского сельсовета Химкинского района.
1963—1965 гг. — деревня Солнечногорского сельсовета Солнечногорского укрупнённого сельского района.
С 1994 до 2006 гг. деревня входила в Солнечногорский сельский округ Солнечногорского района.
С 2005 до 2019 гг. деревня включалась в городское поселение Солнечногорск Солнечногорского муниципального района.
С 2019 года деревня входит в городской округ Солнечногорск.